# Dielsiochloa floribunda
Dielsiochloa es un género monotípico de plantas herbáceas perteneciente a la familia de las poáceas. Su única especie: Dielsiochloa floribunda (Pilg.) Pilg. ,es originaria de Perú donde se encuentra en los hábitats abiertos de los pastizales de altura. 

## Descripción
Es una planta herbácea anual (que enrojece en el secado); caespitosa. Con cañas que alcanzan los 30-150 cm de altura; ramificada arriba. Entrenudos sólidos. Los brotes no aromáticos. Las láminas foliares son lineales y estrechas, de 1-4 mm de ancho, planas (en lugar de flácida), sin nervadura.

## Taxonomía
Dielsiochloa floribunda fue descrita por Robert Knud Pilger y publicado en Botanische Jahrbücher für Systematik, Pflanzengeschichte und Pflanzengeographie 73: 99. 1943.
Sinonimia
- Bromus mandonianus Henrard
- Dielsiochloa floribunda var. floribunda
- Dielsiochloa floribunda var. majus Pilg.
- Dielsiochloa floribunda var. weberbaueri (Pilg.) Pilg.
- Trisetum floribundum Pilg.
- Trisetum floribundum var. weberbaueri (Pilg.) Louis-Marie
- Trisetum weberbaueri Pilg.[2]